# Шигорин, Александр Павлович
Александр Павлович Шигорин (1880—1916) — русский военный деятель, полковник (1916; посмертно), умер от ран полученных в бою. Герой Первой мировой войны.

## Биография
Родился 27 февраля 1880 года, из дворян Костромской губернии. Общее образование получил в Костромской губернской гимназии, военное - в Казанском пехотном юнкерском училище, после окончания которого в 1901 году был произведён в подпоручики и выпущен в Фанагорийский 11-й гренадерский полк. В 1905 году произведён в поручики, с 1906 года — субалтерн-офицер Солигаличского 245-го резервного батальона. В 1909 году произведён в штабс-капитаны. С 1910 года обер-офицер Пултуского 183-го пехотного полка. 
С 1914 года участник Первой мировой войны в составе своего полка. В 1915 году произведён в капитаны с назначением ротным командиром. В 1916 году произведён в подполковники с назначением — батальонным командиром.

Высочайшим приказом от 16 августа 1916 года за храбрость награждён Георгиевским оружием: 
За то, что в боях с 19-го по 21-го июля 1915 года, обороняя своим батальоном участок позиции у д. Студнистка, находясь лично в боевой линии, отбил все настойчивые атаки значительно превосходных сил противника и не уступил своей позиции

Высочайшим приказом от 1 апреля 1917 года  за храбрость был награждён орденом Святого Георгия 4-й степени: 
Умершему от ран полученных в бою с неприятелем Александру Шигорину, за то, что будучи в чине подполковника, в бою у Кутовщинского леса 20 июня 1916 года, идя во главе своего батальона, под действительным ураганным ружейным, пулемётным и артиллерийским огнём противника, овладел в штыковом бою тремя рядами сильно укреплённых неприятельских окопов с проволочными заграждениями, которые самому пришлось прорезать; будучи ранен, остался в строю, закрепился на занятой неприятельской позиции и отбил четыре яростные атаки противника, захватив два действующих пулемета и много пленных
4 июля 1916 года получил смертельное ранение в бою у Кутовщинского леса. Высочайшим приказом от 20 июля 1916 года был исключён из списков умершим от ран полученных в бою с неприятелем. Высочайшим приказом от 11 ноября 1916 года посмертно за отличия в делах против неприятеля произведён в чин полковника.

## Награды
- Орден Святого Станислава 3-й степени с мечами и бантом (ВП 12.03.1906; мечи и бант — ВП 2.02.1917[4])
- Орден Святой Анны 3-й степени (ВП 01.04.1907)
- Орден Святого Владимира 4-й степени с мечами и бантом (ВП 05.11.1914)
- Орден Святого Станислава 2-й степени с мечами (ВП 11.01.1915)
- Орден Святой Анны 2-й степени с мечами (ВП 26.04.1915)
- Георгиевское оружие (ВП 16.08.1916)
- Орден Святого Георгия 4-й степени (ВП 01.04.1917)